# Tysons Corner (metropolitana di Washington)
Tysons Corner è una stazione della metropolitana di Washington, situata sulla linea argento. Si trova a Tysons Corner, in Virginia.
È stata inaugurata il 26 luglio 2014, contestualmente all'apertura della linea argento.
La stazione è servita da autobus del sistema Metrobus (anch'esso gestito dalla WMATA) e dal Fairfax Connector.